# Haikoucaris ercaiensis
Haikoucaris ercaiensis (лат.) — вымерший вид членистоногих из класса Megacheira, единственный в роде Haikoucaris. Открыт в кембрийских отложениях Маотяньшаньских сланцев, Китай (518 млн лет).

## Морфология
H. ercaiensis достигал 38 мм в длину. Вытянутое туловище состоит из полукруглого головного щита, тринадцати стволовых тергитов и предположительно короткого, похожего на последний сегмент туловища, тельсона. На голове есть пара глаз без стеблей, пара развитых больших придатков и ещё три пары придатков неизвестного назначения. Каждый большой придаток состоит из 2-члениковой ножки и 3-членикового когтя. На каждом сегменте туловища есть пара придатков двурамной мышцы, каждый из которых состоит из листовидного экзопода и, возможно, 7-членикового эндопода.

## Таксономия
Внутри класса Megacheira H. ercaiensis признан представителем клады Cheiromorpha вместе с Yohoia и семейством Leanchoiliidae.

## Палеоэкология
H. ercaiensis мог быть хищником, его выдающиеся придатки и экзоподы использовались для нападения и плавания соответственно.